# 尤寧縣 (新墨西哥州)
尤寧縣（英語：Union County）是美国新墨西哥州東北部的一個縣，北鄰科羅拉多州，東鄰奧克拉荷馬州和德克萨斯州，面積9,922平方公里。根據2020年美國人口普查，共有人口4,079人。縣治克萊頓（Clayton）。該縣成立於1893年2月13日，縣名源於其組成：其轄地由聖米格爾郡、莫拉郡和科爾法克斯郡各讓出部分土城而成。